# Kollegium Kalksburg (Musikgruppe)

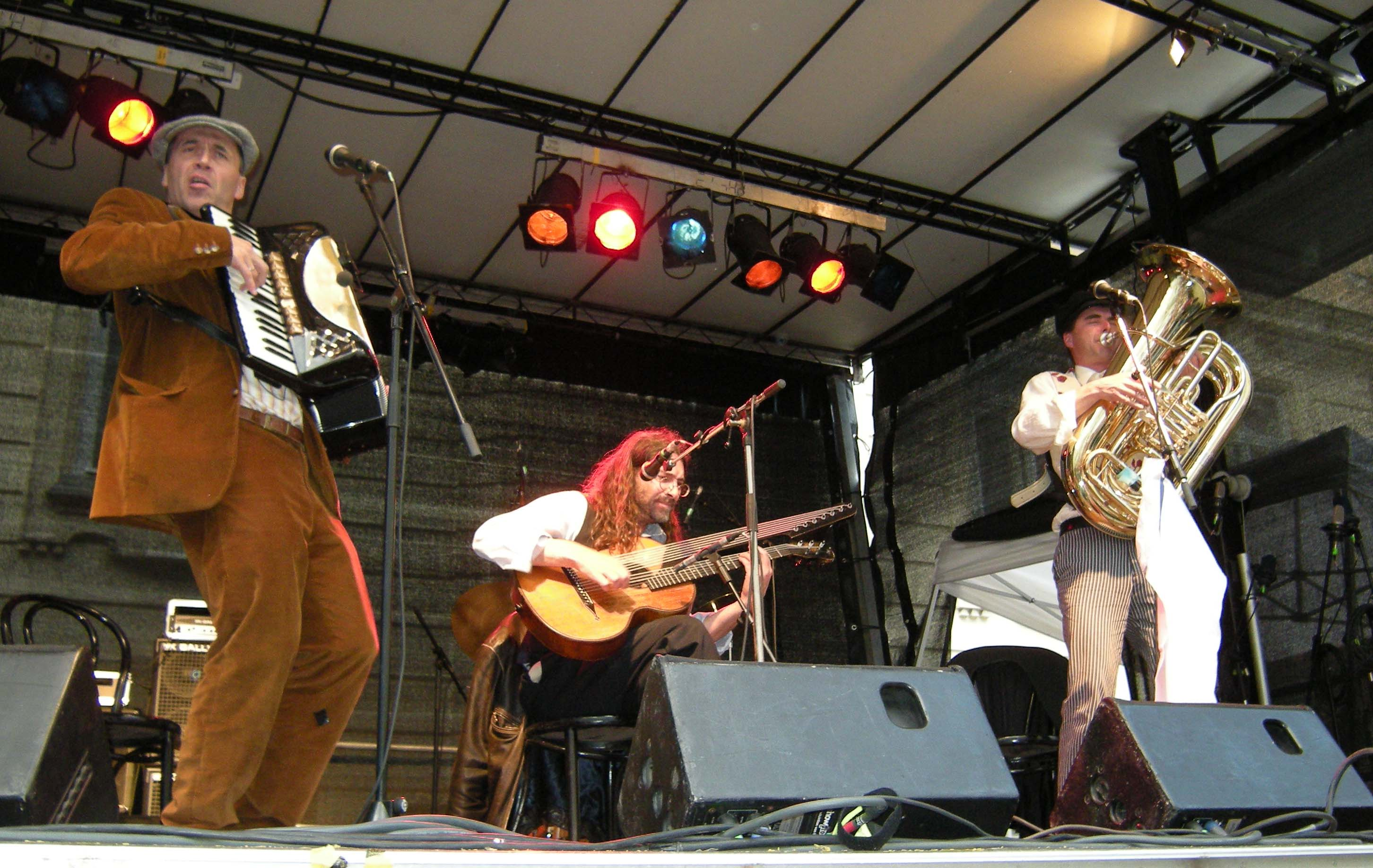
Kollegium Kalksburg, Wiener Stadtfest 2008

Das Trio Kollegium Kalksburg wurde 1996 von Heinz Ditsch, Paul Skrepek und Wolfgang Vincenz Wizlsperger gegründet. Die drei Wiener Musiker traten erstmals beim HERZ.TON.WIEN Festival auf und widmen sich dem „Neuen Wienerlied“.

## Bandname

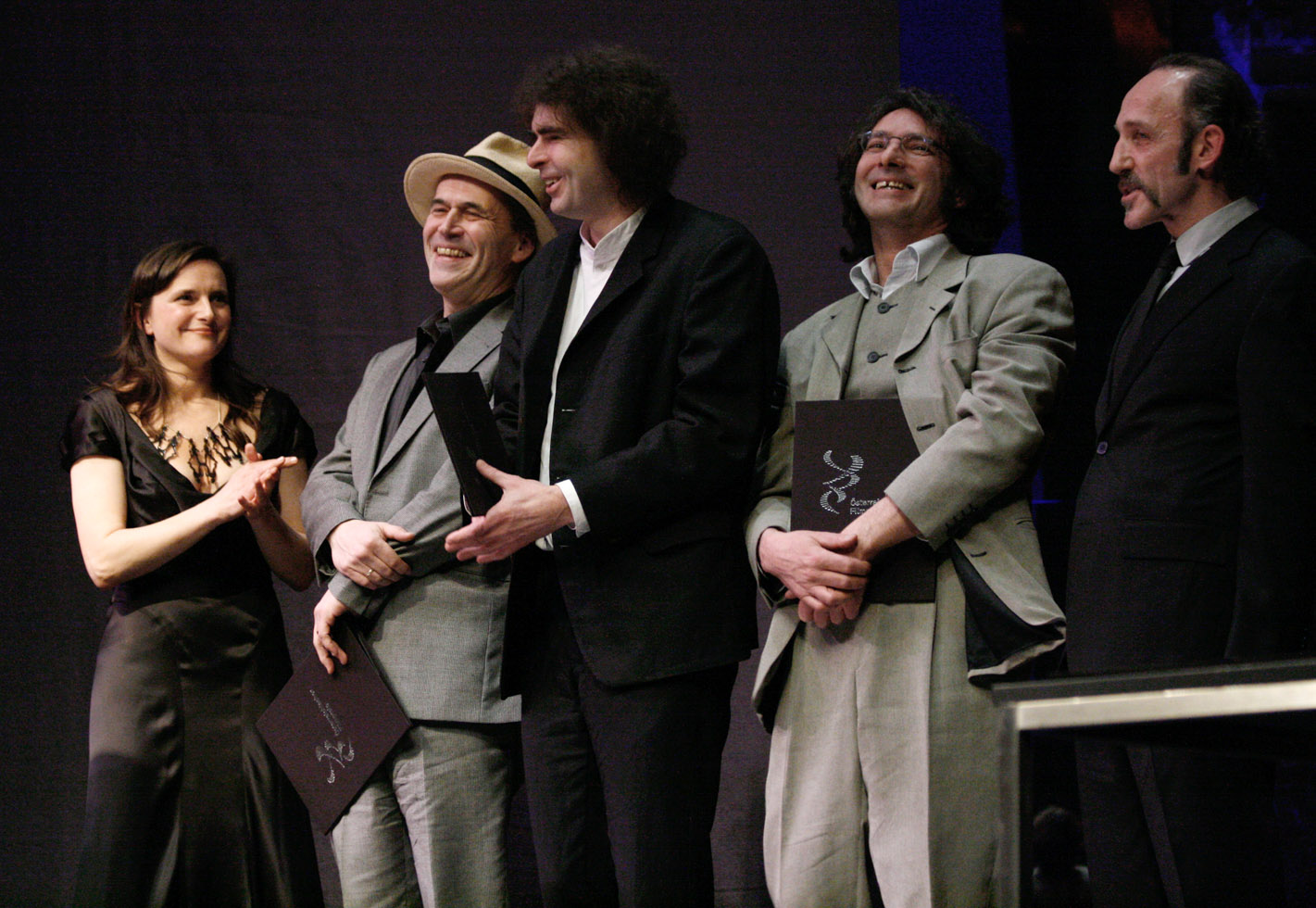
Österreichischer Filmpreis 2011, Kategorie Beste Musik

Der Name der Band spielt mit dem im Wienerischen geläufigen „Kalksburg“ (was sich üblicherweise auf das ortsbekannte Anton-Proksch-Institut bezieht), aber ebenso mit dem Namen des nahegelegenen Jesuitengymnasiums Kollegium Kalksburg.
Kollegium ist auch die historische Bezeichnung für eine „Gruppe von Musikliebhabern“.

## Auszeichnungen
- Österreichischen Filmpreis Kategorie Beste Musik 2011:

Ihre Arbeit an Andreas Prochaskas Filmkomödie Die unabsichtliche Entführung der Frau Elfriede Ott (2010) brachte Kollegium Kalksburg 2011 den erstmals vergebenen Österreichischen Filmpreis ein.

Trio Kollegium Kalksburg
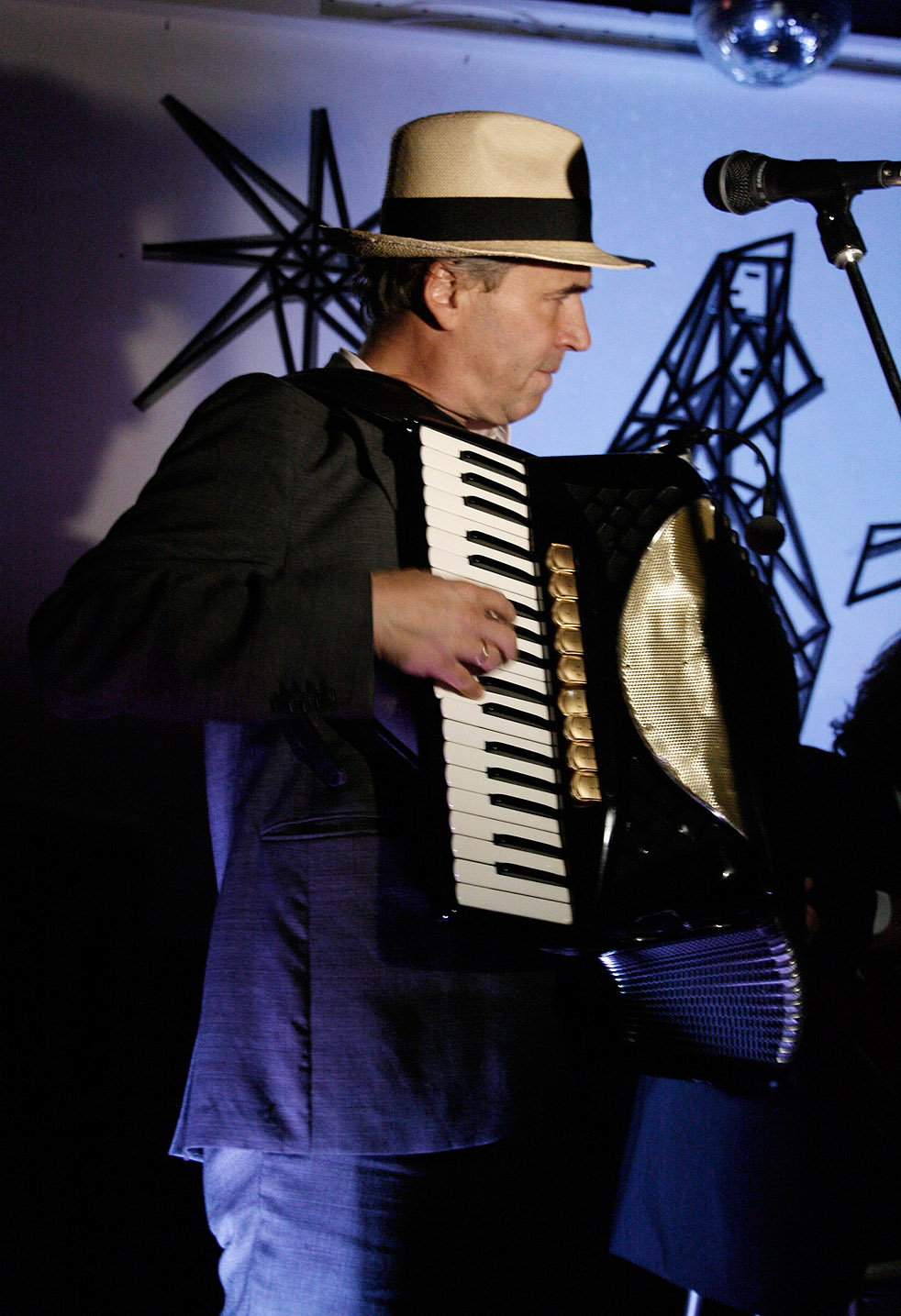
Heinz Ditsch, 2010.
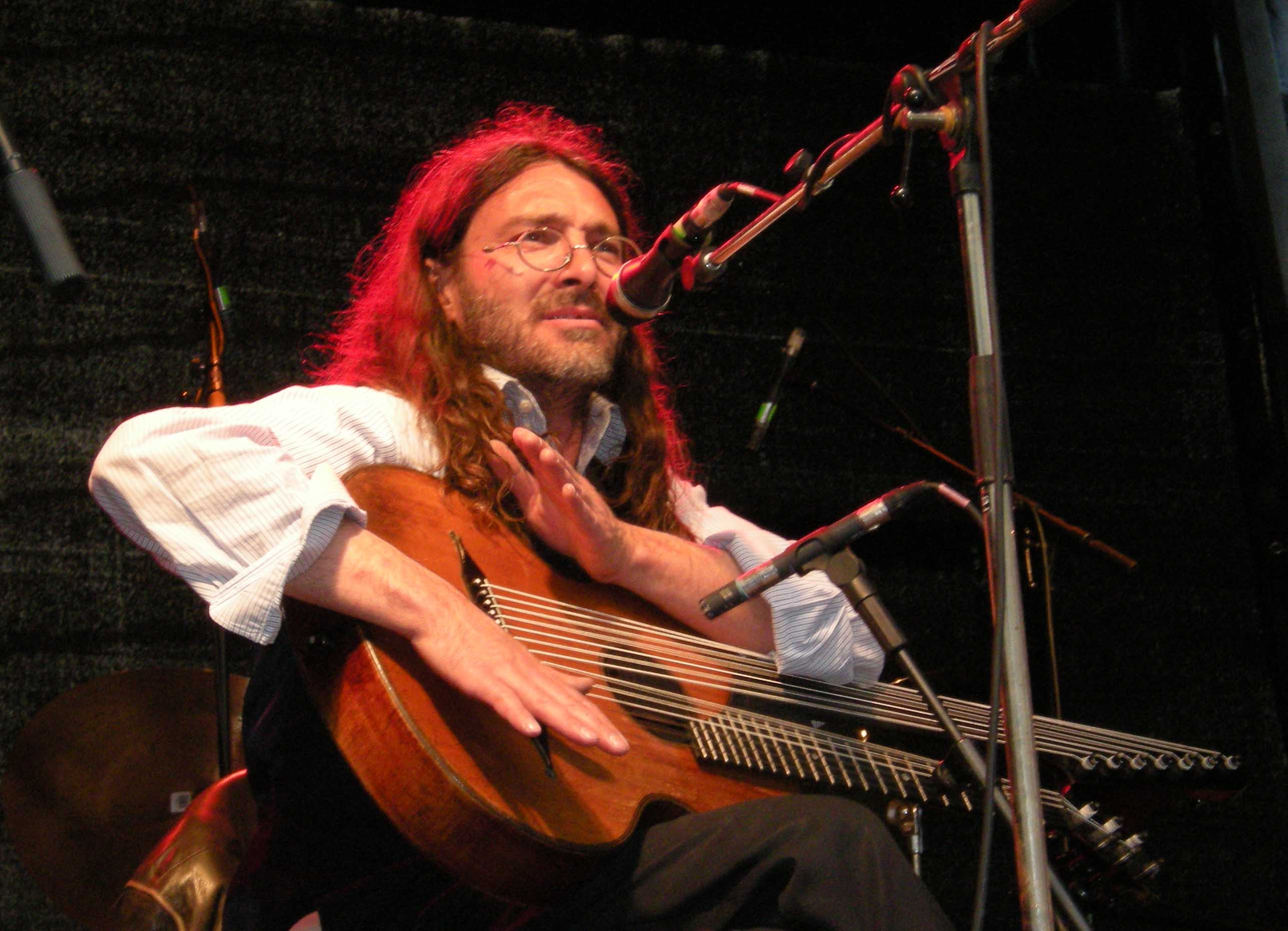
Paul Skrepek, 2008.
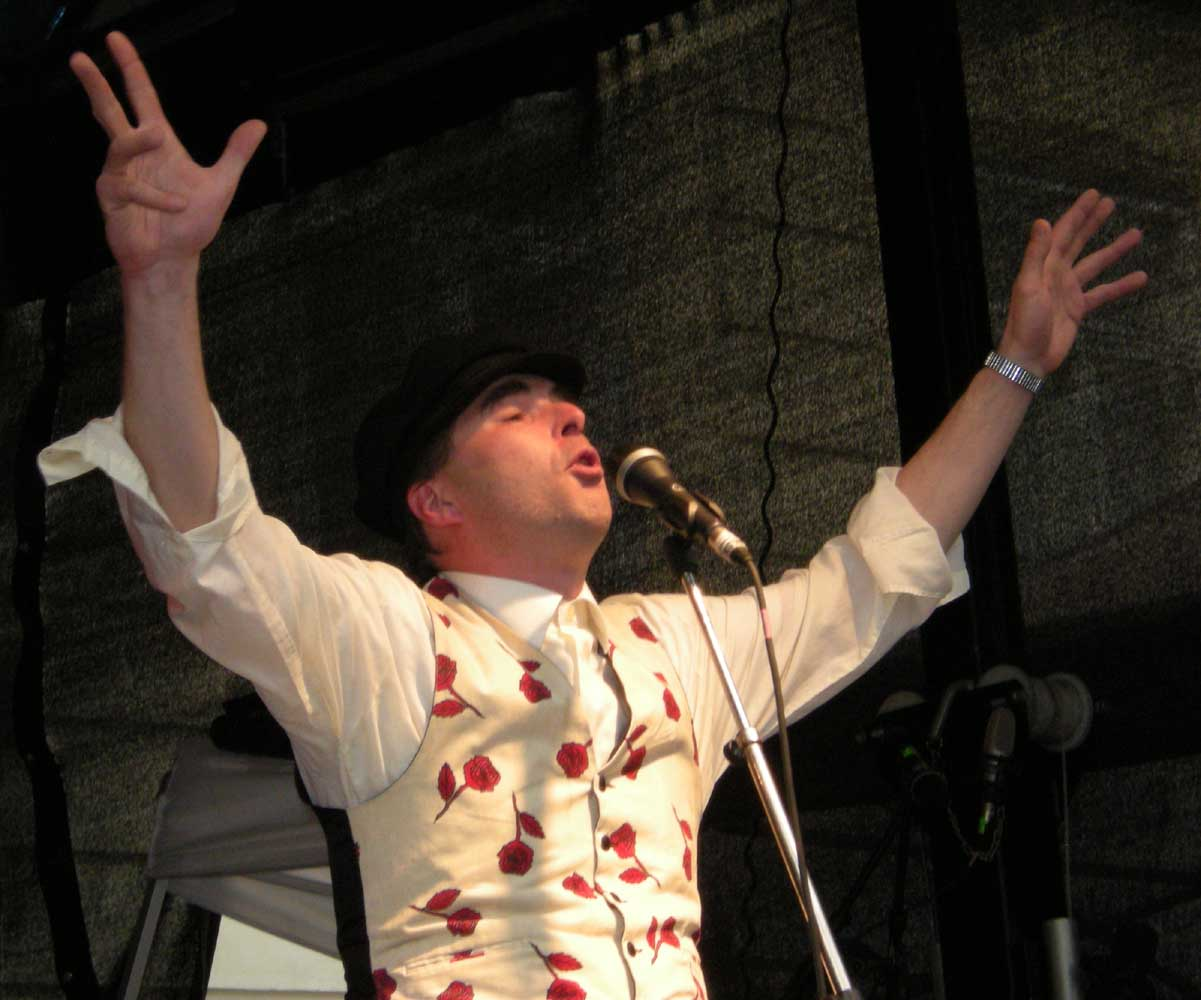
Wolfgang Vincenz Wizlsperger, 2008.
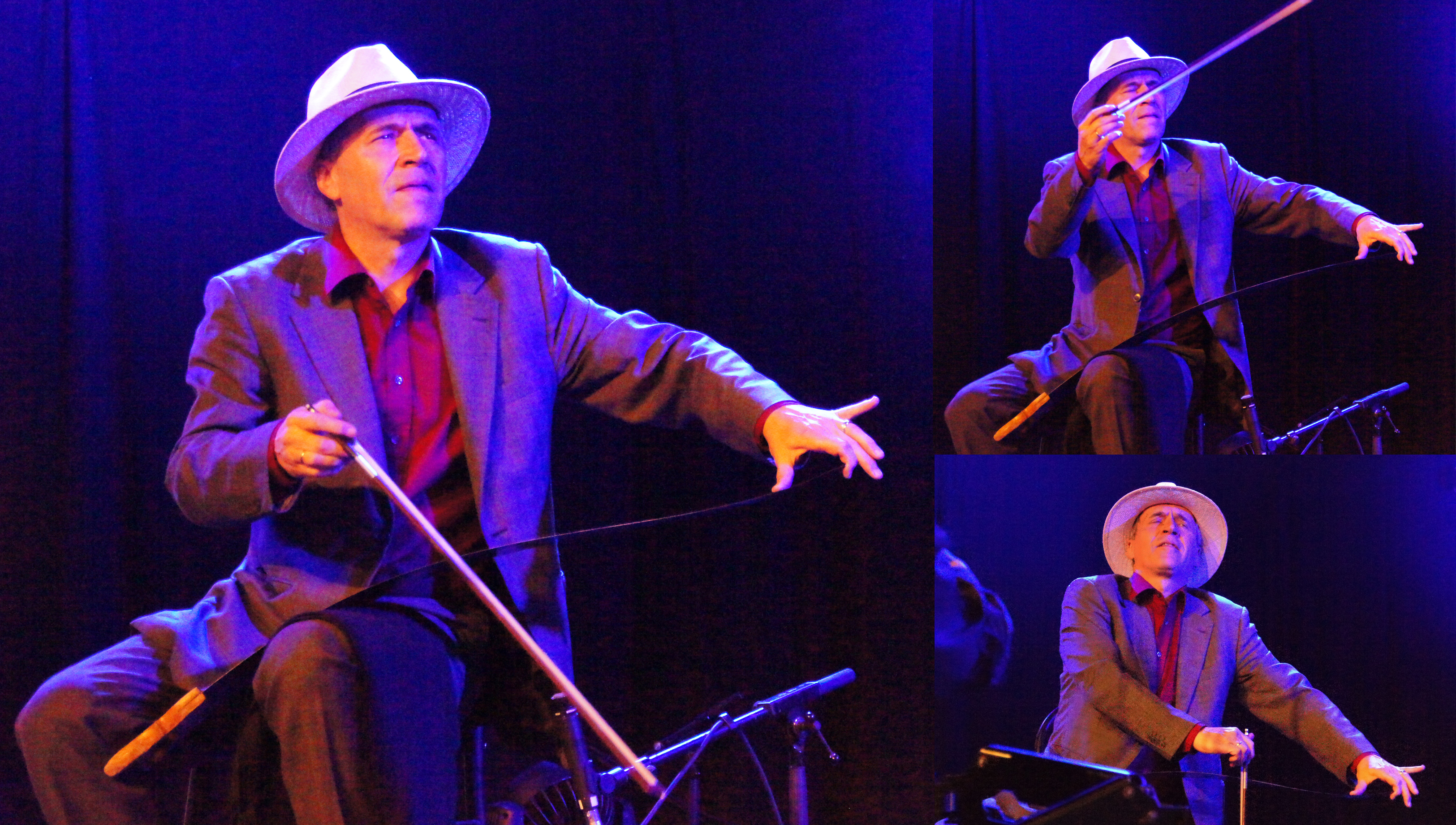
Heinz Ditsch an der „singenden Säge“, 2013.
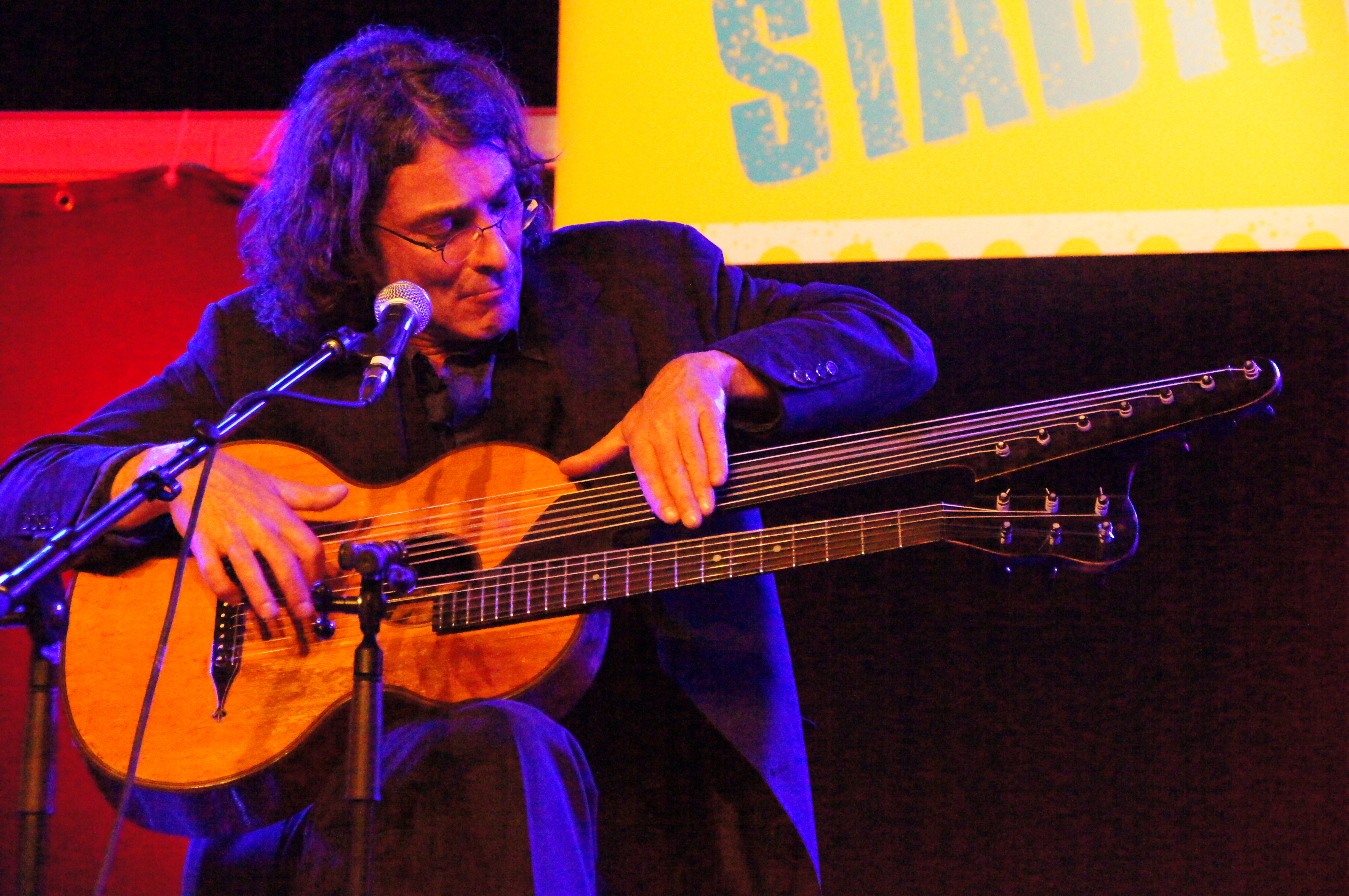
Paul Skrepek an der Arbeit, 2013
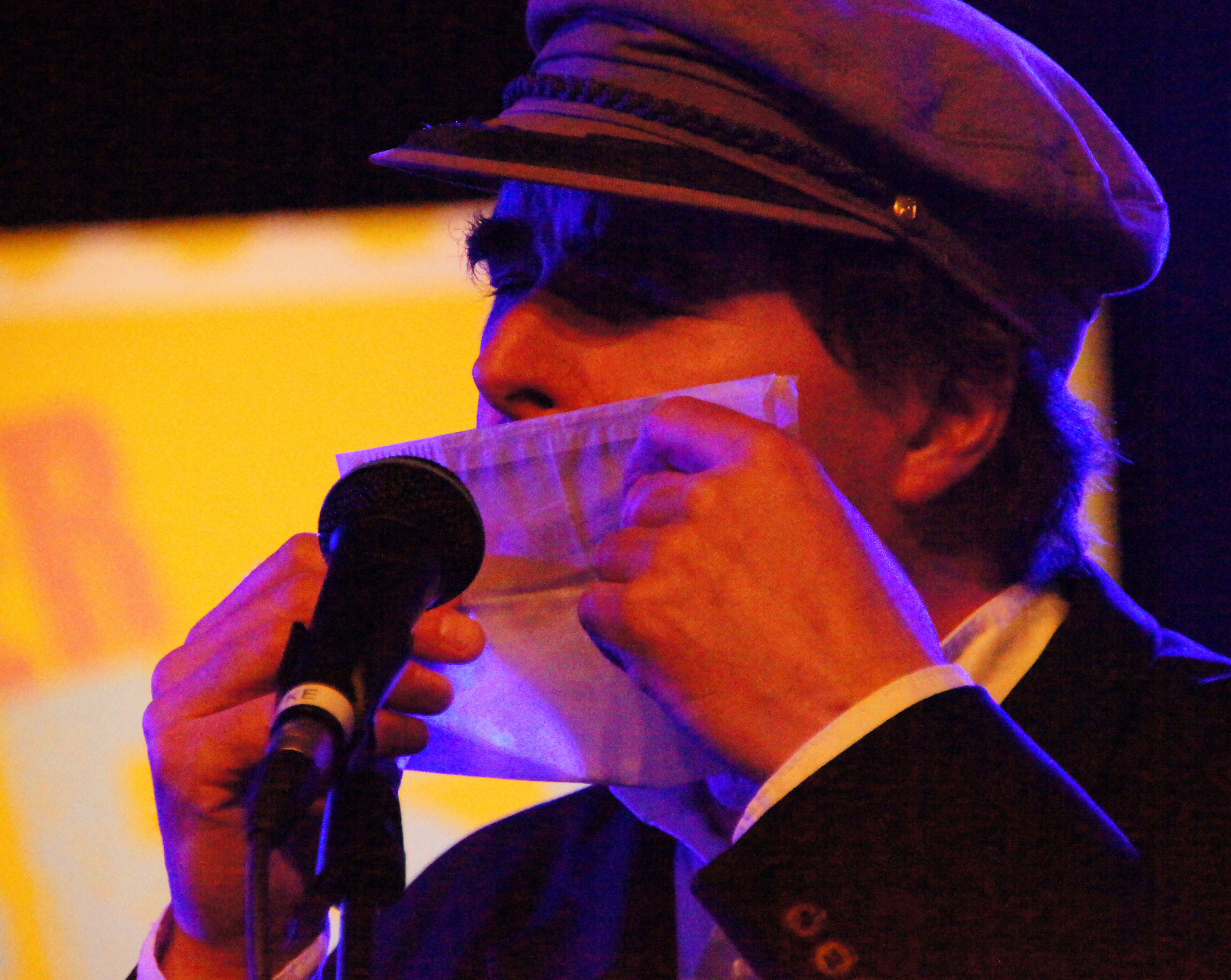
W. V. Wizelsperger, kammblasend, 2013.

## Diskografie
- Bessa Wiads Nimma, 1997
- S Spüt Si O, 2000
- A Höd Is a Schiggsoi, 2003
- Imma des Söwe, 2004
- Oid + Blad, 2005
- wiad scho wean, 2008
- schee is wos aundas vol. 1+2, verstärkt mit weiteren Musikern aus Wien und Umgebung unter dem Namen klangkombinat kalksburg, 2012
- weid sama kuma, 2013
- ewig schod drum, 2017